# کوتوله سرخ

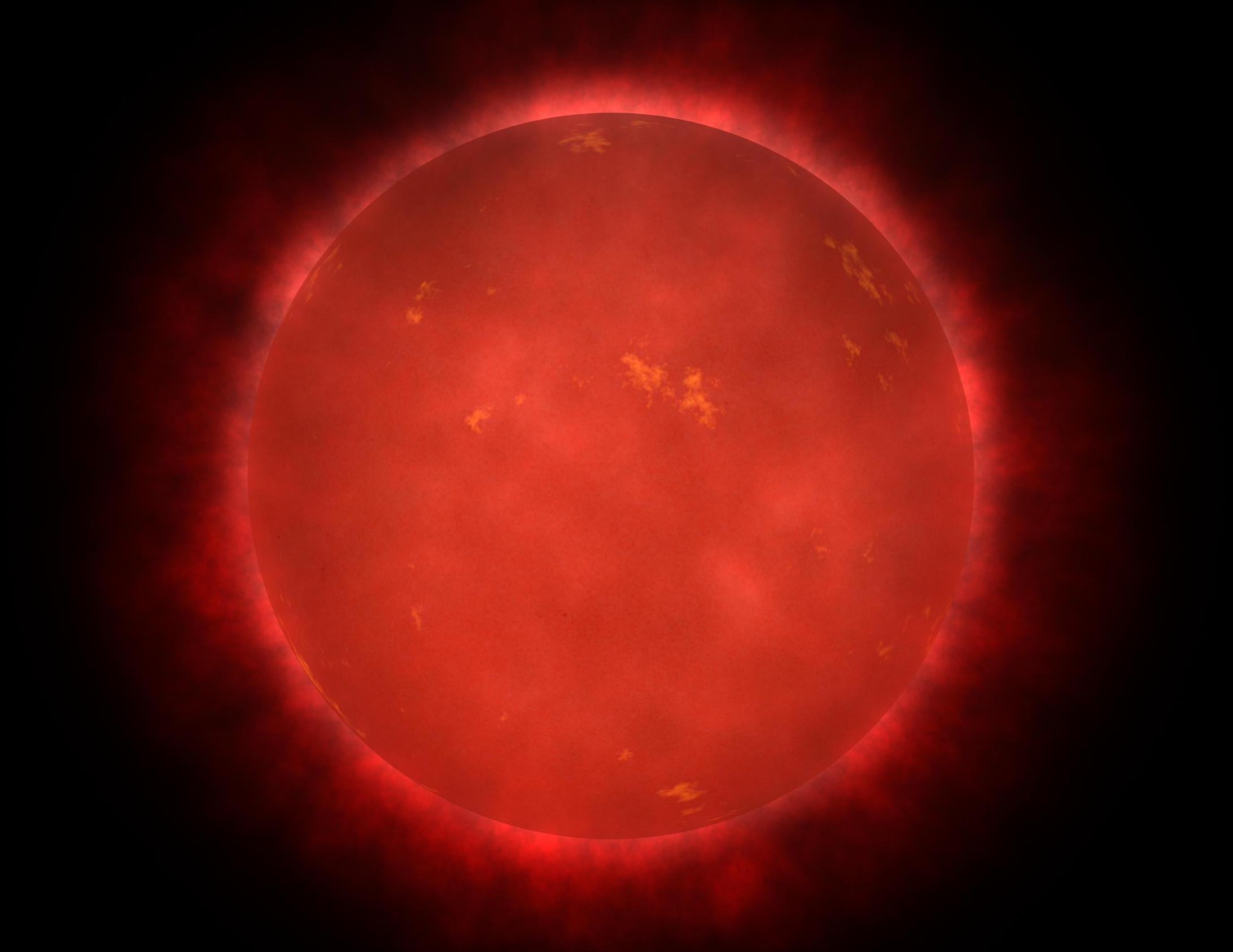
یک نقاشی هنری از یک کوتولهٔ سرخ

بر طبق نمودار هرتسپرونگ راسل، یک ستارهٔ کوتولهٔ سرخ (به انگلیسی: red dwarf star) کوچک‌ترین و سردترین نوع ستاره و سرخ رنگ است که در ردهٔ اِم یا کا جای می‌گیرد، و غالباً به ستاره‌ای گفته می‌شود که جرمی کمتر از نصف جرم خورشید داشته باشد (کمتر از ۰٫۰۷۵ جرم خورشید را کوتولهٔ قهوه‌ای گویند) و دمای سطحی آن کمتر از ۳٬۵۰۰ درجه کلوین باشد.

## احتمال حیات

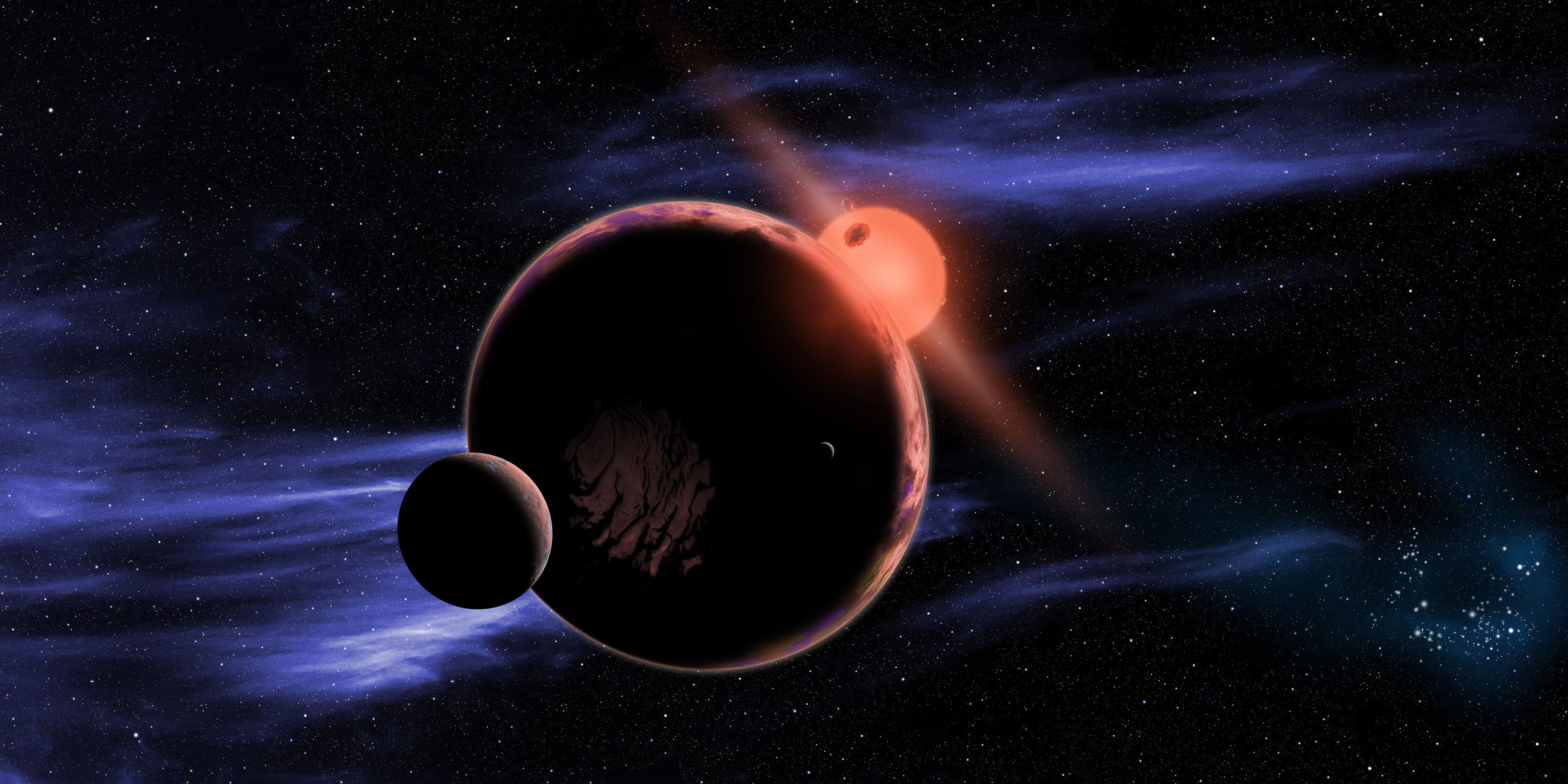
تصور این هنرمند سیاره ای فرضی با دو قمر را نشان می دهد که در منطقه قابل سکونت یک ستاره کوتوله سرخ در حال چرخش هستند.

اجرام زیست‌پذیر اطراف ستاره‌های کوتوله‌های قرمز بهترین نامزد برای میزبانی زیست فرازمینی هستند. در واقع بهترین جای کیهان برای یافتن حیات فرازمینی است. کوتوله‌های قرمز فراوان‌ترین نوع ستاره در جهان هستند و هر یک از آن‌ها احتمالاً دارای سیاره‌ای هستند که در ناحیه زیست‌پذیرشان قرار گرفته‌است. این ناحیه بهترین شانس برای وجود حیات بیگانه را داراست. کوتوله‌های قرمز که ستاره‌های کوتوله M نیز خوانده می‌شوند، بیش از ۵۰ برابر تاریک‌تر از خورشید بوده و فقط ۷٫۵ تا ۱۵ درصد آن جرم دارند. این اجرام کیهانی ۷۸ درصد ستارگان جهان را تشکیل می‌دهند.
فراوانی کوتوله‌های قرمز دانشمندان را به این فکر واداشت که شاید آن‌ها بهترین مکان برای کشف حیات بیگانه احتمالی باشند. منجمان به‌طور فزاینده‌ای در حال کشف سیارات مدارگرد در اطراف این ستاره‌ها هستند و پژوهش‌های جدید فضاپیمای کپلر نیز نشان داده دست کم نیمی از این ستارگان، سیارات صخره‌ای دارند که اندازه‌شان نصف تا چهار برابر زمین است. دانشمندان دانشگاه کالیفرنیا در لس‌آنجلس با استفاده از مدل‌های رایانه‌ای شکل‌گیری سیاره‌ای دریافتند کوتوله‌های قرمز احتمالاً جهان‌های زمین‌مانندی را توسعه دهند و این که سیارات موجود در ناحیه زیست‌پذیر آن‌ها به اندازه کافی برای داشتن آب مایع، گرم هستند. پژوهشگران دریافتند سیاراتی که در نواحی زیست‌پذیر ستارگان کوتوله قرمز قرار دارند، می‌توانند مقادیر قابل‌توجهی از آب را انباشت کنند و در واقع هر یک از آن‌ها احتمالاً دارای ۲۵ برابر آب بیشتری نسبت به زمین باشد.